# Liste der Einträge im National Register of Historic Places im Ulster County

Lage des Ulster County in New York

Die Liste der Einträge im National Register of Historic Places im Ulster County enthält diejenigen Anwesen, Objekte und historischen Distrikte im Ulster County, New York. Von den rund 167 Einträgen in dieser Liste sind sechs auch als National Historic Landmark klassifiziert.
Diese Liste hat den Stand vom 16. September 2011.
|     | Bezeichnung                                                  | Bild                                                | Datum der Eintragung | Lage | Ort                                                   | Beschreibung |
| --- | ------------------------------------------------------------ | --------------------------------------------------- | -------------------- | --- | ----------------------------------------------------- | --- |
| 1   | Peter Aldrich Homestead                                      |                                                     | 26. Sep. 1983        | 168 Decker Rd. 41° 40′ 11″ N, 74° 15′ 24″ W                                                                                           | Gardiner                                              | in Holzständerbauweise 1750 entstandenes, später erweitertes Haus eines frühen Siedlers |
| 2   | All Saints’ Chapel                                           |                                                     | 11. Sep. 1986        | Main St. 41° 50′ 44″ N, 74° 4′ 35″ W                                                                                                  | Rosendale                                             | ungewöhnliche 1876 im neugotischen Stil entstandene Kirche, das ruskinesk angehaucht ist und mit dem vor Ort gefertigten Rosendale-Zemebt gebaut wurde. Es dient seit 1959 als öffentliche Gemeindebibliothek. |
| 3   | Ashokan-Turnwood Covered Bridge                              |                                                     | 20. Juli 2000        | 477 Beaverkill Rd. 41° 55′ 36″ N, 74° 11′ 58″ W                                                                                       |                                                       | |
| 4   | Sebastian Baker Stone House                                  |                                                     | 22. Feb. 1996        | 10 Dug Rd. 41° 49′ 55″ N, 74° 14′ 40″ W                                                                                               | Rochester                                             | |
| 5   | Balsam Lake Mountain Fire Observation Station                |                                                     | 23. Sep. 2001        | Balsam Lake Mountain 42° 4′ 11″ N, 74° 34′ 28″ W                                                                                      | Hardenburgh                                           | Stätte des ersten Feuerwachturms in den Catskills; der derzeitige Turm wurde 1930 erbaut und war bis 1988 in Betrieb. |
| 6   | Zachariah Barley Stone House                                 |                                                     | 10. Aug. 1995        | 193 Whitfield Rd. 41° 49′ 32″ N, 74° 14′ 22″ W                                                                                        | Rochester                                             | |
| 7   | Beaverkill Valley Inn                                        |                                                     | 12. Sep. 1985        | Beaverkill Rd. 42° 1′ 24″ N, 74° 45′ 6″ W                                                                                             | Lew Beach                                             | 1895 errichtetes Gasthaus; ist eines der wenigen Gasthäuser aus den Anfangsjahren des Angelsports am Beaverkill |
| 8   | Bevier House                                                 |                                                     | 26. Sep. 1983        | Bevier Rd. 41° 40′ 57″ N, 74° 10′ 19″ W                                                                                               | Gardiner                                              | Mitte des 19. Jahrhunderts entstandenes Bauernhaus; eines der wenigen intakten Häuser im Shawangunk Valley aus der Zeit vor dem Sezessionskrieg |
| 9   | Bevier Stone House                                           | Louis Bevier House                                  | 12. März 2002        | 2687 NY 209 41° 53′ 25″ N, 74° 6′ 11″ W                                                                                               | Marbletown                                            | |
| 10  | Binnewater Historic District                                 |                                                     | 4. Nov. 1982         | Sawdust Ave., Breezy Hill und Binnewater Rd. 41° 51′ 27″ N, 74° 5′ 10″ W                                                              | Rosendale                                             | |
| 11  | Boice House                                                  |                                                     | 28. Dez. 2001        | 110 Fair St. 41° 55′ 40″ N, 74° 0′ 58″ W                                                                                              | Kingston                                              | 1850 im klassizistischen Stil entstandenes Haus, das von einem örtlichen Steinbruchbesitzer im Stil des Second Empire umgebaut wurde |
| 12  | Emile Brunel Studio and Sculpture Garden                     |                                                     | 10. Aug. 1999        | NY 28 41° 59′ 49″ N, 74° 15′ 52″ W | Boiceville                                            | Skulpturengarten aus der Zeit vor dem Zweiten Weltkrieg mit dem Studio des Künstlers, das, ungewöhnlich in der Region, dem Stil europäischer Bauernhäuser nachempfunden ist |
| 13  | Bruynswick School No. 8                                      |                                                     | 2. Nov. 2000         | 2146 Bruynswick Rd. 41° 39′ 33″ N, 74° 13′ 36″ W                                                                                      | Shawangunk                                            | intakte im 19. Jahrhundert erbaute Zwergschule aus Holz |
| 14  | Brykill                                                      |                                                     | 26. Sep. 1983        | Bruynswick Rd. 41° 39′ 56″ N, 74° 13′ 2″ W                                                                                            | Gardiner                                              | 1724 erbautes Steinhaus, das von Maron Teller 1927 in einen Herrensitz im Stil des Colonial Revival großzügig erweitert. Heute eine Ranch, die sich auf biologische Fütterung von Rindern spezialisiert hat. |
| 15  | John Burroughs Cabin                                         |                                                     | 24. Nov. 1968        | westlich von West Park 41° 47′ 48″ N, 73° 58′ 26″ W                                                                                   | West Park                                             | Hütte des Naturalisten John Burroughs, die unter dem Namen "Slabsides" bekannt ist |
| 16  | John Burroughs Riverby Study                                 |                                                     | 24. Nov. 1968        | zwischen NY 9W und dem Hudson River 41° 48′ 17″ N, 73° 58′ 25″ W                                                                      | West Park                                             | Burroughs’ Studio in West Park |
| 17  | Byrdcliffe Historic District                                 |                                                     | 7. Mai 1979          | westlich von Woodstock am Glasco Tpke. und der Larks Nest Rd. 42° 3′ 14″ N, 74° 8′ 17″ W                                              | Woodstock                                             | utopistische Künstlerkolonie |
| 18  | Camp Wapanachki                                              |                                                     | 25. Nov. 1994        | S. Plank Rd. (Old Co. Rt 28) an der Kreuzung mit der Miller Rd., Shandaken 42° 2′ 56″ N, 74° 16′ 21″ W                                | Mt. Tremper                                           | |
| 19  | Chapel Hill Bible Church                                     |                                                     | 7. Jan. 2005         | 49 Bingham Rd. 41° 35′ 12″ N, 73° 59′ 42″ W                                                                                           | Marlboro                                              | neugotische Kirche, die ursprünglich 1860 in Manhattan gebaut wurde, jedoch 1905 nach Marlboro verbracht wurde |
| 20  | Chestnut Street Historic District                            |                                                     | 19. Sep. 1985        | grob begrenzt von W. Chestnut St., Broadway, E. Chestnut St., Livingston St. und Stuyvesant St. 41° 55′ 24″ N, 73° 59′ 22″ W          | Kingston                                              | |
| 21  | Chetolah                                                     |                                                     | 21. Okt. 1980        | südlich von Cragsmoor an der Vista Maria Rd. 41° 39′ 39″ N, 74° 22′ 39″ W                                                             | Cragsmoor                                             | |
| 22  | Chichester House                                             |                                                     | 28. Dez. 2001        | 116 Fair St. 41° 55′ 41″ N, 74° 0′ 58″ W                                                                                              | Kingston                                              | intaktes Second-Empire-Haus aus den 1870er Jahren |
| 23  | Walstein Childs House                                        |                                                     | 3. Juli 2003         | Sand Hill Rd., Wallkill Correctional Facility 41° 38′ 33″ N, 74° 10′ 8″ W                                                             | Wallkill                                              | |
| 24  | Christ Episcopal Church                                      |                                                     | 10. Nov. 2010        | 426 Old Post Road 41° 36′ 1″ N, 73° 58′ 18″ W                                                                                         | Marlboro                                              | |
| 25  | Christ Lutheran Church and Parsonage                         |                                                     | 28. Mai 2010         | 105-107 Center Street 41° 42′ 53,7″ N, 74° 23′ 34,1″ W                                                                                | Ellenville                                            | neuer Eintrag; Ref.-Nummer 10000304 |
| 26  | Church of the Holy Transfiguration of Christ-on-the-Mount    |                                                     | 9. Dez. 2005         | Mead’s Mountain Rd. 42° 3′ 42″ N, 74° 7′ 18″ W                                                                                        | Woodstock                                             | |
| 27  | Clinton Avenue Historic District                             | Clinton Avenue Historic District, South Smith House | 5. Feb. 1970         | Clinton Ave. und Fair St. 41° 56′ 5″ N, 74° 1′ 29″ W                                                                                  | Kingston                                              | Das Viertel um das Senate House war der erste historische Distrikt in Kingston; es ist heute Teil des größeren Stockade District an der Clinton Avenue. |
| 28  | Cole-Hasbrouck Farm Historic District                        |                                                     | 10. Nov. 1994        | NY 32, nördlich der Kreuzung mit US 44 und NY 55 41° 40′ 8″ N, 74° 6′ 24″ W                                                           | Modena                                                | |
| 29  | Common School No. 10                                         |                                                     | 15. Sep. 1988        | Nordseite der Upper Cherrytown Rd. 41° 52′ 47″ N, 74° 19′ 18″ W                                                                       | Accord                                                | |
| 30  | Community Theatre                                            |                                                     | 22. Juli 1979        | 601 Broadway 41° 55′ 46″ N, 74° 0′ 17″ W                                                                                              | Kingston                                              | Das 1926 erbaute neoklassizistische Theater ist das einzige noch existierende Theater aus der Zeit vor dem Zweiten Weltkrieg in der Stadt und eines von nur drei solchen Bauwerken im Hudson Valley. Das heutige Ulster Performing Arts Center ist Heimat des Hudson Valley Philharmonic Orchestra.                                                                              |
| 31  | Cordts Mansion                                               |                                                     | 3. Okt. 2007         | 82-152 Lindsley Ave. 41° 55′ 46″ N, 73° 58′ 22″ W                                                                                     | Kingston                                              | |
| 32  | Coykendall Lodge                                             |                                                     | 11. Jan. 2002        | abseits der Alder Lake Rd. 42° 3′ 15″ N, 74° 40′ 27″ W                                                                                | Hardenburgh                                           | Blockhaus des Eisenbahnmagnaten Samuel Coykendall, heute eines der wenigen nicht der Feuerüberwachung dienenden Bauwerke auf Land der New Yorker Forest Preserve. |
| 33  | Cragsmoor Historic District                                  |                                                     | 8. Aug. 1996         | grob begrenzt von Henry, Cragsmoor und Sam’s Pt. Rd. in Cragsmoor 41° 40′ 13″ N, 74° 22′ 36″ W                                        | Cragsmoor                                             | Künstlerkolonie mit zahlreichen verzierten Häusern aus dem 19. Jahrhundert |
| 34  | J. B. Crowell and Son Brick Mould Mill Complex               |                                                     | 30. Juni 1983        | Lippencott Rd. 41° 37′ 25″ N, 74° 11′ 49″ W                                                                                           | Wallkill                                              | intakter Gewerbekomplex aus dem Ende des 19. Jahrhunderts; wird noch genutzt |
| 35  | Cumming-Parker House                                         |                                                     | 12. Feb. 2010        | 50 Appletree Road 41° 49′ 58,6″ N, 73° 57′ 31,3″ W                                                                                    | Esopus                                                | neuer Eintrag; Ref.-Nummer 10000014 |
| 36  | Davis Stone House                                            |                                                     | 12. Aug. 1999        | 4652 NY 209 41° 49′ 9″ N, 74° 12′ 1″ W                                                                                                | Rochester                                             | |
| 37  | Johannes Decker Farm                                         |                                                     | 5. März 1974         | südwestlich von Gardiner an der Red Mill Rd. und am Shawangunk Kill 41° 38′ 33″ N, 74° 14′ 3″ W                                       | Gardiner                                              | |
| 38  | William Decker House                                         |                                                     | 26. Sep. 1983        | New Prospect Rd. 41° 38′ 51″ N, 74° 15′ 49″ W                                                                                         | Shawangunk                                            | aus Stein gebautes Haus eines frühen Bewohners der Town of Shawangunk |
| 39  | Delaware and Hudson Canal                                    | Old canal lock at High Falls                        | 24. Nov. 1968        | Delaware and Hudson Canal | durchquert das County von Spring Glen nach Creeklocks | Die Reste des Kanals und der Schleusen, durch die im 19. Jahrhundert Anthrazitkohle aus dem nordöstlichen Pennsylvania nach New York City transportiert wurden, sind im Ulster County und mehreren weiteren Countys als lineare National Historic Landmark eingestuft. |
| 40  | Dill Farm                                                    |                                                     | 26. Sep. 1983        | Off Goebel Rd. 41° 38′ 35″ N, 74° 15′ 45″ W                                                                                           | Shawangunk                                            | Etwa von 1760 im Besitz der Familie stehende Farm; die Gebäude stammen vom Anfang des 19. Jahrhunderts. |
| 41  | District School No. 14                                       |                                                     | 21. Feb. 1997        | Academy St., südlich der Kreuzung mit der Birch Cr. Rd. 42° 8′ 6″ N, 74° 28′ 47″ W                                                    | Pine Hill                                             | Das Gebäude aus dem Jahr 1925 spiegelt die Änderungen in den Anforderungen des Bundesstaates für ländliche Schulen wider; es kombiniert Colonial Revival und Craftsman Style. |
| 42  | Andries DuBois House                                         |                                                     | 6. Aug. 1998         | 75 Wallkill Ave. 41° 36′ 36″ N, 74° 11′ 13″ W                                                                                         | Wallkill                                              | ältestes Gebäude in Wallkill; wurde in seinen Originalzustand restauriert |
| 43  | DuBois-Deyo House                                            |                                                     | 25. Nov. 1994        | 437 Springtown Rd. 41° 48′ 16″ N, 74° 5′ 12″ W                                                                                        | Rosendale                                             | |
| 44  | Dubois-Kierstede Stone House                                 |                                                     | 20. Mai 1998         | 119 Main St. 42° 4′ 45″ N, 73° 56′ 59″ W                                                                                              | Saugerties                                            | steinernes Haus aus dem Jahr 1727, dient heute als Museum |
| 45  | Dubois-Sarles Octagon                                        |                                                     | 15. Nov. 2002        | 16 South St. 41° 36′ 2″ N, 73° 58′ 27″ W                                                                                              | Marlboro                                              | im Stil des Second Empire gebautes Oktagonhaus, das in den 1850er Jahren gebaut und 1872 modernisiert wurde |
| 46  | Hendrikus DuBois House                                       |                                                     | 8. Juli 1982         | 600 Albany Post Rd. 41° 43′ 15″ N, 74° 8′ 56″ W                                                                                       | Libertyville                                          | Haus des Sohnes eines Veteranen im Unabhängigkeitskrieg |
| 47  | Ephriam DuPuy Stone House                                    |                                                     | 10. Aug. 1995        | 193 Whitfield Rd. 41° 49′ 10″ N, 74° 13′ 18″ W                                                                                        | Rochester                                             | aus Stein gemauertes Haus aus der Mitte des 18. Jahrhunderts |
| 48  | J. Dupuy Stone House                                         |                                                     | 21. Feb. 1997        | Krum Rd., westlich der Kreuzung mit dem Queens Hwy. 41° 48′ 9″ N, 74° 16′ 45″ W                                                       | Rochester                                             | |
| 49  | Old Dutch Church Parsonage                                   |                                                     | 15. Aug. 2001        | 109 Pearl St. 41° 55′ 51″ N, 74° 1′ 16″ W                                                                                             | Kingston                                              | |
| 50  | Elm Street Stone Arch Bridge                                 |                                                     | 16. Dez. 1996        | Elm St., über den Alton Creek 42° 8′ 0″ N, 74° 28′ 48″ W                                                                              | Pine Hill                                             | Die 1900 erbaute Brücke ist eine der wenigen aus Stein errichteten Bogenbrücken im Ulster County |
| 51  | Elting Memorial Library                                      |                                                     | 12. Mai 2004         | 93 Main St. 41° 44′ 54″ N, 74° 5′ 7″ W                                                                                                | New Paltz                                             | Ein früheres Steinhaus wurde zur Hauptbibliothek von New Paltz erweitert. |
| 52  | Esopus Meadows Lighthouse                                    |                                                     | 29. Mai 1979         | Spans Hudson River 41° 52′ 16″ N, 73° 56′ 45″ W                                                                                       | Esopus                                                | |
| 53  | First Reformed Protestant Dutch Church of Kingston           |                                                     | 10. Okt. 2008        | 272 Wall Street 41° 55′ 57,8″ N, 74° 1′ 9,7″ W                                                                                        | Kingston                                              | Minard Lefever entwarf 1852 die Kirche für eine Gemeinde, deren Anfänge in das Jahr 1659 zurückgehen, und die damit eine der ältesten ununterbrochen bestehenden Gemeinden in den Vereinigten Staaten ist. Das Bauwerk ist die einzige Kirche aus Stein, die Lafever entworfen hat und die einzige seiner neugotischen Kirchen, deren ursprünglicher Zustand noch vorhanden ist. |
| 54  | James and Mary Forsyth House                                 |                                                     | 3. Juli 2003         | 31 Albany Ave. 41° 55′ 58″ N, 74° 0′ 53″ W                                                                                            | Kingston                                              | Die 1849 von Richard Upjohn entworfene Villa im italienischen Stil ist eines von nur zwei Gebäuden in Kingston aus der Zeit vor dem Sezessionskrieg und das einzige Bauwerk, das ein landesweit bekannter Architekt in der Stadt errichtete |
| 55  | Gardiner School                                              |                                                     | 22. Nov. 2000        | 2340 US 44/NY 55 41° 40′ 43″ N, 74° 8′ 59″ W                                                                                          | Gardiner                                              | Das Ende des 19. Jahrhunderts aus Holz erbaute Schulhaus dient seit der Restaurierung als Town Hall. |
| 56  | Grant Mills Covered Bridge                                   |                                                     | 17. Dez. 1998        | Mill Brook Rd., über den Mill Brook 42° 4′ 48″ N, 74° 37′ 45″ W                                                                       | Hardenburgh                                           | Die 1902 erbaute gedeckte Brücke ist die höchstgelegene in den in Catskills. Sie dient heute nur noch dem Fußgängerverkehr. |
| 57  | Guilford-Bower Farm House                                    |                                                     | 8. Juli 1999         | Albany Post Rd. 41° 42′ 40″ N, 74° 9′ 30″ W                                                                                           | New Paltz                                             | |
| 58  | Thaddeus Hait Farm                                           | Hait farm main house                                | 29. Dez. 1988        | 75 Allhusen Rd. 41° 40′ 42,9″ N, 74° 5′ 23,4″ W                                                                                       | Modena                                                | weitgehend intakte Farm aus dem frühen 19. Jahrhundert, dient nun wieder dem ursprünglichen Zweck als Winzerei |
| 59  | Jean Hasbrouck House                                         |                                                     | 24. Dez. 1967        | Huguenot und N. Front St. 41° 45′ 6″ N, 74° 5′ 20″ W                                                                                  | New Paltz                                             | Beispiel eines belgischen Steinhauses; ist das einzige solche Haus an der Huguenot Street jambless offenem Kamin |
| 60  | Major Jacob Hasbrouck Jr. House                              |                                                     | 23. Juli 1999        | 193 Huguenot St. 41° 45′ 38″ N, 74° 5′ 11″ W                                                                                          | New Paltz                                             | Das Haus wurde 1786 von Jean Hasbroucks Enkel gebaut; es wurde von Nachkommen auf verschiedene Weise während des 19. Jahrhunderts verändert. Es handelt sich um das letzte große Steinhaus im Ulster County und das einzige, das noch von Nachkommen der gleichen Familie bewohnt wird.                                                                                          |
| 61  | High Falls Historic District                                 | Downtown High Falls                                 | 6. Aug. 1998         | Im Wesentlichen an NY 213 und Main St. 41° 49′ 36″ N, 74° 7′ 42″ W                                                                    | Marbletown                                            | halbwegs geplantes Gebiet, das an einem wichtigen Halteplatz des Delaware and Hudson Canal entstand |
| 62  | Holy Cross Monastery                                         |                                                     | 24. Feb. 1995        | US 9W, Ostseite 41° 48′ 7″ N, 73° 57′ 26″ W                                                                                           | West Park                                             | erstes Kloster des Order of the Holy Cross, dass dessen Gründer James Otis Sargent Huntington 1904 erbauen ließ. |
| 63  | Jacob Hoornbeck Stone House                                  |                                                     | 21. Feb. 1997        | Boice Mill Rd., Kreuzung mit Krum Rd. 41° 47′ 48″ N, 74° 17′ 33″ W                                                                    | Rochester                                             | 1800 gebautes Steinhaus im georgianischen Stil, das aus einem kleineren früheren Hinterbau entstand. |
| 64  | Hoornbeek Store Complex                                      |                                                     | 9. Feb. 1984         | Main St. between Clinton & Church Sts. 41° 44′ 28″ N, 74° 22′ 27″ W                                                                   | Napanoch                                              | Der Ladenkomplex vom Ende des 19. Jahrhunderts verdeutlicht den Übergang zwischen Federal Stylel und Klassizismus. |
| 65  | Hornbeck Stone House                                         |                                                     | 10. Aug. 1995        | 149 Whitfield Rd. 41° 49′ 2″ N, 74° 13′ 18″ W                                                                                         | Rochester                                             | Steingebäude aus dem Jahr 1750 |
| 66  | House at 184 Albany Avenue                                   |                                                     | 15. Nov. 2002        | 184 Albany Ave. 41° 56′ 1″ N, 74° 0′ 29″ W                                                                                            | Kingston                                              | intaktes, ca. 1860 entstandenes Haus im Picturesque-Stil |
| 67  | House at 313 Albany Avenue                                   |                                                     | 15. Nov. 2002        | 313 Albany Ave. 41° 56′ 16″ N, 74° 0′ 17″ W                                                                                           | Kingston                                              | 1896 im Queen Anne Style entstandenes Haus in der Stimmung des „Free Classical“, zeigt die Transition zum Colonial Revival |
| 68  | House at 322 Albany Avenue                                   |                                                     | 15. Nov. 2002        | 322 Albany Ave. 41° 56′ 15″ N, 74° 0′ 15″ W                                                                                           | Kingston                                              | Aus Stein gebautes Haus vom Anfang des 19. Jahrhunderts; es wurde im klassizistischen Stil der 1840er Jahre und im Colonial Revival der 1930er Jahre erneuert. |
| 69  | House at 356 Albany Avenue                                   |                                                     | 15. Nov. 2002        | 356 Albany Ave. 41° 55′ 57″ N, 74° 0′ 32″ W                                                                                           | Kingston                                              | 1897 erbautes Haus der „Free-Classical“-Phase des Queen Anne Style |
| 70  | Huguenot Street Historic District                            |                                                     | 15. Okt. 1966        | Huguenot St. 41° 45′ 6″ N, 74° 5′ 19″ W                                                                                               | New Paltz                                             | Steinerne Häuser aus dem Ende des 17. Jahrhunderts, die von den Gründer New Paltz’ erbaut wurden; es handelt sich dabei um eine der ältesten ständig bewohnten Wohnviertel in Anglo-Amerika. |
| 71  | George and John R. Hunt Memorial Building                    |                                                     | 14. Jan. 2005        | 2 Liberty St., Ecke zur Canal Sts. 41° 43′ 2″ N, 74° 23′ 38″ W                                                                        | Ellenville                                            | Das neoklassizistische Gebäude vom Anfang des 20. Jahrhunderts wurde zu verschiedenen Zwecke genutzt, auch als Dorfbibliothek. |
| 72  | Hurley Historic District                                     |                                                     | 15. Okt. 1966        | Hurley St., Hurley Mountain Rd. und Schoonmaker Lane 41° 55′ 39″ N, 74° 3′ 58″ W                                                      | Hurley                                                | guterhaltene Steinhäuser vom Anfang des 18. Jahrhunderts im niederländischen Stil; war für zwei Monate Regierungssitz von New York, nachdem die Briten das nahegelegene Kingston niedergebrannt hatten |
| 73  | Johannes Jansen House and Dutch Barn                         |                                                     | 26. Sep. 1983        | Decker Rd. 41° 40′ 1″ N, 74° 16′ 11″ W                                                                                                | Shawangunk                                            | aus Stein gemauerte Haus und die Farm eines frühen Siedlers |
| 74  | Thomas Jansen House                                          |                                                     | 26. Sep. 1983        | Jansen Rd. 41° 39′ 7″ N, 74° 17′ 32″ W                                                                                                | Shawangunk                                            | Jansens ursprüngliches Steinhaus aus dem Jahr 1727 steht noch als Küchenflügel des Hauses im Federal Style, das sein Enkel in den 1820er Jahren errichtete. |
| 75  | Jenkins-DuBois Farm and Mill Site                            |                                                     | 30. Mai 2001         | Jenkinstown Rd. 41° 41′ 46″ N, 74° 6′ 38″ W                                                                                           | Gardiner                                              | 1793 errichtete Farm auf Land, das noch immer der ursprünglichen Besitzerfamilie gehört |
| 76  | K. WHITTELSEY (Tugboat)                                      |                                                     | 21. Nov. 2002        | 3 North St. am Rondout Creek 41° 55′ 20″ N, 73° 58′ 13″ W                                                                             | Kingston                                              | |
| 77  | William Kenyon House                                         |                                                     | 28. Dez. 2001        | 104 Fair St. 41° 55′ 39″ N, 74° 0′ 57″ W                                                                                              | Kingston                                              | intaktes 1850 im Stil einer italienischen Villa erbautes Haus eines örtlichen Kongressabgeordneten |
| 78  | Kingston City Hall (New York)                                | Kingston City Hall                                  | 9. Dez. 1971         | 408 Broadway 41° 55′ 37″ N, 73° 59′ 48″ W                                                                                             | Kingston                                              | Das 1873 gebaute Haus wurde restauriert; es stand einst auf der früheren Grenze zwischen Kingston und Rondout, um deren Zusammenschluss zur heutigen City zu symbolisieren. |
| 79  | Kingston City Library                                        |                                                     | 7. Dez. 1995         | 399 Broadway 41° 55′ 34″ N, 73° 59′ 47″ W                                                                                             | Kingston                                              | neoklassizistische, 1903 erbaute Carnegie-Bibliothek |
| 80  | Kingston Stockade District                                   |                                                     | 19. Juni 1975        | Gebiet bestehend aus beiden Seiten der Clinton Ave., Main, Green und Front Sts. 41° 56′ 2″ N, 74° 1′ 13″ W                            | Kingston                                              | Gebiet innerhalb der Palisaden von 1654, üblicherweise als Uptown Kingston interpretiert |
| 81  | Kingston–Port Ewen Suspension Bridge                         |                                                     | 30. Apr. 1980        | US-9W 41° 55′ 2″ N, 73° 59′ 8″ W | Kingston and Port Ewen                                | 1921 erbaut; letztes Glied beim Bau der ersten Straßenverbindung am Westufer des Hudson River |
| 82  | Kingston/Rondout 2 Lighthouse                                | Rondout 2 Lighthouse                                | 29. Mai 1979         | Hudson River und Rondout Creek 41° 55′ 38″ N, 73° 58′ 19″ W                                                                           | Kingston                                              | |
| 83  | Kirkland Hotel                                               |                                                     | 15. Nov. 2002        | 2 Main St. 41° 55′ 59″ N, 74° 1′ 1″ W                                                                                                 | Kingston                                              | seltenes noch bestehendes Beispiel eines in Holzständerbauweise gebauten Hotels; 1899 erbaut |
| 84  | Kripplebush Historic District                                |                                                     | 4. Okt. 1994         | grob das Gebiet entlang von Kripplebush und Pine Bush Rd. 41° 50′ 18″ N, 74° 11′ 17″ W                                                | Marbletown                                            | |
| 85  | Krom Stone House and Dutch Barn                              |                                                     | 10. Aug. 1995        | Airport Rd. 41° 49′ 1″ N, 74° 12′ 35″ W                                                                                               | Rochester                                             | |
| 86  | Krom Stone House at 31 Upper Whitfield Road                  |                                                     | 10. Aug. 1995        | 31 Upper Whitfield Rd. 41° 49′ 43″ N, 74° 13′ 39″ W                                                                                   | Rochester                                             | |
| 87  | Krom Stone House at 45 Upper Whitfield Road                  |                                                     | 10. Aug. 1995        | 45 Upper Whitfield Rd. 41° 49′ 43″ N, 74° 13′ 52″ W                                                                                   | Rochester                                             | 1780 erbautes Steinhaus mit einem Ende des 19. Jahrhunderts in Holzständerbauweise erbauten rückwärtigen Flügel |
| 88  | Lucas Krom Stone House                                       |                                                     | 10. Aug. 1995        | 286 Whitfield Rd. 41° 49′ 37″ N, 74° 13′ 23″ W                                                                                        | Rochester                                             | |
| 89  | John A. Lafevre House and School                             |                                                     | 16. Nov. 1989        | NY 208, S von New Paltz 41° 41′ 50″ N, 74° 7′ 9″ W                                                                                    | Gardiner                                              | Steinhaus, das 1772 von einem New Paltzer Hugenottenabkömmling gebaut wurde; die Zwergschule auf dem Anwesen wurde 1838 errichtet. |
| 90  | Lattingtown Baptist Church                                   |                                                     | 20. Okt. 2010        | 425 Old Indian Road 41° 38′ 39″ N, 74° 0′ 24″ W                                                                                       | Lattingtown                                           | Neuer Eintrag; Ref.-Nummer 10000855 |
| 91  | Lake Mohonk Mountain House Complex                           |                                                     | 16. Juli 1973        | nordwestlich von New Paltz, zwischen Wallkill Valley im Osten und Roundout Valley im Westen 41° 46′ 48″ N, 74° 9′ 41″ W               | New Paltz                                             | architektonisch eklektisches Hotel, das Stätte mehrerer wichtiger internationaler Konferenzen war. |
| 92  | Abraham and Maria LeFevre House                              |                                                     | 28. Juli 2006        | 56 Forest Glen Rd. 41° 41′ 56″ N, 74° 7′ 48″ W                                                                                        | Gardiner                                              | |
| 93  | Lock Tender’s House and Canal Store Ruin                     |                                                     | 6. Aug. 1998         | 40 Canal Rd. 41° 49′ 25″ N, 74° 7′ 51″ W                                                                                              | High Falls                                            | 1848 für den Wärter der Canal Lock 20 erbautes Haus mit dem Fundament eines damaligen Ladens |
| 94  | Locust Lawn Estate                                           |                                                     | 17. Mai 1974         | NY 32, SE of Gardiner 41° 41′ 51″ N, 74° 6′ 8″ W                                                                                      | Gardiner                                              | 1814 im Federal Style gebauter Herrensitz von Josiah Hasbrouck, einem Kongressabgeordneten und Abkömmling einer Hugenottenfamilie |
| 95  | Loerzel Beer Hall                                            |                                                     | 7. Sep. 1984         | 213 Partition St. 42° 4′ 29″ N, 73° 57′ 4″ W                                                                                          | Saugerties                                            | 1873 erbaute Brauerei; die Gebäude beinhalten heute Appartements. |
| 96  | Main Street Historic District                                |                                                     | 7. Juni 1988         | US 209 41° 50′ 49″ N, 74° 8′ 41″ W | Stone Ridge                                           | Ende des 18./Anfang des 19. Jahrhunderts gebaute Häuser und eine Kirche |
| 97  | Main-Partition Streets Historic District                     |                                                     | 8. Juli 1982         | grob begrenzt von Main, Partition, Market und Jane St. 42° 4′ 37″ N, 73° 57′ 10″ W                                                    | Saugerties                                            | |
| 98  | Jacob F. Markle Stone House                                  |                                                     | 10. Aug. 1995        | 335 Whitfield Rd. 41° 49′ 59″ N, 74° 13′ 3″ W                                                                                         | Rochester                                             | |
| 99  | Maverick Concert Hall                                        |                                                     | 9. Dez. 1999         | Off Maverick Rd. 42° 0′ 51″ N, 74° 7′ 6″ W                                                                                            | Hurley                                                | |
| 100 | Middaugh-Stone House and Dutch Barn                          |                                                     | 29. Dez. 1994        | 476 Mill Rd. 41° 49′ 9″ N, 74° 13′ 49″ W                                                                                              | Rochester                                             | |
| 101 | Mill Street Stone Arch Bridge                                |                                                     | 16. Dez. 1996        | Mill St., über Birch Creek 42° 8′ 1″ N, 74° 29′ 0″ W                                                                                  | Pine Hill                                             | 1897 vom selben Erbauer errichtet wie die Brücke an der Elm Street |
| 102 | Miller’s House at Red Mills                                  |                                                     | 26. Sep. 1983        | Red Mills Rd. und Wallkill Ave. 41° 37′ 42″ N, 74° 16′ 29″ W                                                                          | Shawangunk                                            | |
| 103 | Milton Railroad Station                                      |                                                     | 28. Aug. 2007        | 41 Dock Rd. 41° 39′ 10″ N, 73° 57′ 17″ W                                                                                              | Milton                                                | Einer der wenigen noch bestehenden Passagierbahnhöfe der West Shore Railroad; das 1883 erbaute Bauwerk ist noch relativ intakt. |
| 104 | Morton Memorial Library                                      |                                                     | 21. Feb. 1997        | Elm St., südwestlich der NY 28 42° 8′ 3″ N, 74° 28′ 47″ W                                                                             | Pine Hill                                             | 1902 von einem Philanthropen im Georgian Revival erbaute Bibliothek, der hier seinen Sommersitz hatte |
| 105 | Mount Tremper Fire Observation Station                       |                                                     | 23. Sep. 2001        | Mount Tremper 42° 4′ 27,1″ N, 74° 16′ 39,6″ W                                                                                         | Shandaken                                             | |
| 106 | National Youth Administration Woodstock Resident Work Center |                                                     | 30. Apr. 1992        | NY 212 N side, E of Woodstock 42° 2′ 25″ N, 74° 5′ 39″ W                                                                              | Woodstock                                             | heute Woodstock School of Art |
| 107 | New Paltz Downtown Historic District                         |                                                     | 24. Juli 2009        | Main, N. Chestnut, S. Chestnut, Church, N. Front, Academy und W. Center St., Innis und Plattekill Ave. 41° 44′ 53,3″ N, 74° 5′ 6,3″ W | New Paltz                                             | intakter Kern einer lebhaften Collegestadt des 19. Jahrhunderts |
| 108 | O & W Railroad Station at Port Ben                           |                                                     | 11. Jan. 2002        | Tow Path Rd. 41° 45′ 0″ N, 74° 20′ 50″ W                                                                                              | Wawarsing                                             | 1912 aufgelassener Personenbahnhof mit der Trasse der früheren Gleise |
| 109 | Osterhoudt Stone House                                       |                                                     | 5. Juli 2001         | 1880 NY 32 42° 1′ 3″ N, 73° 57′ 32″ W                                                                                                 | Saugerties                                            | |
| 110 | Olive and Hurley Old School Baptist Church                   |                                                     | 19. Nov. 1998        | NY 28, Kreuzung mit NY 30 41° 58′ 24″ N, 74° 12′ 45″ W                                                                                | Shokan                                                | |
| 111 | Ontario and Western Railroad Passenger Station               |                                                     | 22. Feb. 1999        | Institution Rd. 41° 44′ 24″ N, 74° 21′ 57″ W                                                                                          | Napanoch                                              | intakter Bahnhof aus dem Jahr 1903, der direkt neben dem Bett des Delaware and Hudson Canal liegt |
| 112 | Opus 40                                                      |                                                     | 12. März 2001        | Fite Rd. 42° 3′ 3″ N, 74° 2′ 2″ W | Saugerties                                            | Skulpturengarten, den der am Bard College lehrende Professor Harry Fite in den 1930er Jahren schuf |
| 113 | Frank A. Palen House                                         |                                                     | 9. Feb. 2005         | 74-76 St. James St. 41° 55′ 50″ N, 74° 0′ 53″ W                                                                                       | Kingston                                              | intaktes, von einem ortsansässigen Geschäftsmann 1892 gebautes Haus im Queen Anne Style |
| 114 | Col. Oliver Hazard Payne Estate                              |                                                     | 15. Nov. 2002        | US 9W 41° 48′ 35″ N, 73° 57′ 34″ W | Esopus                                                | |
| 115 | Pearl Street Schoolhouse                                     |                                                     | 26. Sep. 1983        | Awosting and Decker Rds. 41° 39′ 22″ N, 74° 16′ 37″ W                                                                                 | Shawangunk                                            | intaktes Gebäude einer Zwergschule aus dem Jahr 1850, das heute als Wohnhaus dient |
| 116 | Perrine’s Bridge                                             |                                                     | 13. Apr. 1973        | abseits der I-87 über den Wallkill River 41° 48′ 53″ N, 74° 3′ 13″ W                                                                  | Rosendale                                             | zweitälteste gedeckte Brücke in New York und dabei die einzige solche am Wallkill River |
| 117 | Phoenicia Railroad Station                                   |                                                     | 20. Apr. 1995        | High St. 42° 4′ 49″ N, 74° 18′ 31″ W                                                                                                  | Phoenicia                                             | Der ehemalige Bahnhof der Ulster and Delaware Railroad aus dem Jahr 1899 ist heute Sitz des Empire State Rail Museum |
| 118 | Ponckhockie Union Chapel                                     |                                                     | 23. Apr. 1980        | 91 Abruyn St. 41° 55′ 34″ N, 73° 58′ 28″ W                                                                                            | Kingston                                              | |
| 119 | Poppletown Farmhouse                                         |                                                     | 7. Nov. 1991         | Kreuzung von Old Post Rd. und Swarte Kill Rd. 41° 49′ 16″ N, 73° 58′ 31″ W                                                            | Esopus                                                | |
| 120 | Red Hill Fire Observation Station                            |                                                     | 23. Sep. 2001        | Red Hill 41° 55′ 25″ N, 74° 31′ 4″ W                                                                                                  | Denning                                               | Einst war dieser Turm der letzte betriebene Feuer-Beobachtungsturm in den Catskills. Er wurde 1990 nach 70 Jahren geschlossen. Es war der erste restaurierte und Ende der 1990er Jahre wiedereröffnete Beobachtungsturm. Die 1931 konstruierte Kabine auf dem Turm ist eine der ältesten, die in New York noch bestehen.                                                         |
| 121 | Reformed Church of Shawangunk Complex                        |                                                     | 3. Juni 1982         | Hoagerburgh Rd. 41° 39′ 12″ N, 74° 12′ 52″ W                                                                                          | Shawangunk                                            | Die Mitte des 18. Jahrhunderts aus Stein gemauerte Kirche ist das älteste von einer Gemeinde der amerikanischen Niederländisch-reformierten Kirche genutzte Bauwerk seiner Art. |
| 122 | Reformed Dutch Church of New Hurley                          |                                                     | 10. Nov. 1982        | nördlich der Wallkill Road an der NY 208 41° 38′ 16″ N, 74° 8′ 39″ W                                                                  | Wallkill                                              | Die in den 1820er Jahren im klassizistischen Stil erbaute Kirche ersetzte eine der frühesten Kirchenbauten im Ulster County. |
| 123 | Reformed Protestant Dutch Church of Klyne Esopus             |                                                     | 15. Nov. 2002        | 764 US 9W 41° 51′ 13,7″ N, 73° 58′ 9,6″ W                                                                                             | Esopus                                                | |
| 124 | Rest Plaus Historic District                                 |                                                     | 1. Juni 1995         | grob entlang von Old Kings Hwy., Rest Plaus Rd. und Lucas Tpk. (Co. Rt. 1) 41° 49′ 12″ N, 74° 9′ 52″ W                                | Marbletown                                            | |
| 125 | Johannes Rider Stone House                                   |                                                     | 10. Aug. 1995        | 7 Upper Whitfield Rd. 41° 49′ 33″ N, 74° 13′ 26″ W                                                                                    | Rochester                                             | |
| 126 | Rondout-West Strand Historic District                        |                                                     | 24. Aug. 1979        | Roughly bounded by Broadway, Roundout Creek, Ravine, Hone and McEntee Sts. 41° 55′ 4″ N, 73° 59′ 18″ W                                | Kingston                                              | Das frühere Village Rondout und das Hafengebiet am nördlichen Ende des Delaware and Hudson Canal wurde erhalten und restauriert, nachdem der Bau der John T. Loughran Bridge in der Nähe zu einigen Abrissen geführt hat; das Gebiet ist nun ein beliebtes Gebiet zum Einkaufen und Ausgehen.                                                                                    |
| 127 | Sahler Stone House                                           |                                                     | 12. Aug. 1999        | Kyserike Rd. 41° 49′ 9″ N, 74° 11′ 17″ W                                                                                              | Rochester                                             | |
| 128 | Sahler Stone House and Dutch Barn                            |                                                     | 12. Aug. 1999        | Winfield Rd. 41° 49′ 33″ N, 74° 11′ 52″ W                                                                                             | Rochester                                             | |
| 129 | J. Sahler House                                              |                                                     | 1. Mai 2000          | NY 209, SW der Kreuzung mit Co. Rd. 63 41° 49′ 28″ N, 74° 11′ 27″ W                                                                   | Rochester                                             | |
| 130 | Saugerties Lighthouse                                        |                                                     | 29. Mai 1979         | Hudson River am Esopus Creek 42° 4′ 19″ N, 73° 55′ 49″ W                                                                              | Saugerties                                            | 1869 erbauter Leuchtturm am Hudson River, nicht mehr im Dienst |
| 131 | Augusta Savage House and Studio                              |                                                     | 21. März 2001        | 189 Old Rte. 32 42° 6′ 45″ N, 73° 58′ 36″ W                                                                                           | Saugerties                                            | |
| 132 | Schoonmaker Stone House and Farm                             |                                                     | 21. Feb. 1997        | Samsonville Rd., in der Nähe der Kreuzung von NY 76 und Cherrytown Rd. 41° 47′ 46″ N, 74° 18′ 44″ W                                   | Rochester                                             | |
| 133 | C. K. Schoonmaker Stone House                                |                                                     | 21. Feb. 1997        | 294 Queens Hwy. 41° 48′ 33″ N, 74° 16′ 13″ W                                                                                          | Rochester                                             | guterhaltenes Bankgebäude aus Stein aus der Anfangszeit des 19. Jahrhunderts |
| 134 | Second Reformed Dutch Church of Kingston                     | Second Reformed Dutch Church                        | 28. Dez. 2001        | 213-223 Fair St. 41° 55′ 53″ N, 74° 1′ 5″ W                                                                                           | Kingston                                              | |
| 135 | Senate House                                                 |                                                     | 12. Aug. 1971        | Nordwestseite der Clinton Ave. in der Nähe der Kreuzung mit der N. Front St. 41° 56′ 6″ N, 74° 1′ 9″ W                                | Kingston                                              | erster Sitzungsort des New York State Senate im Jahr 1777; es handelt sich um das erste Gebäude, das in Kingston in das National Register aufgenommen wurde. |
| 136 | Sharp Burial Ground                                          |                                                     | 15. Nov. 2002        | Albany Ave. 41° 56′ 18″ N, 74° 0′ 11″ W                                                                                               | Kingston                                              | Intact second-generation burying ground with some excellent early-19th-century funerary art |
| 137 | Shuart-Van Orden Stone House                                 |                                                     | 22. Nov. 1995        | 41 Allhusen Rd. 41° 40′ 55″ N, 74° 5′ 51″ W                                                                                           | Plattekill                                            | Das 1772 erbaute und seitdem umfassend veränderte Haus ist eines der ältesten Bauwerke in Plattekill |
| 138 | George J. Smith House                                        |                                                     | 15. Nov. 2002        | 109 Albany Ave. 41° 55′ 58″ N, 74° 0′ 41″ W                                                                                           | Kingston                                              | 1885 erbautes Queen-Anne-Haus eines Kongressabgeordneten aus der Gegend |
| 139 | John Smith House                                             |                                                     | 15. Nov. 2002        | 103 Albany Ave. 41° 55′ 58″ N, 74° 0′ 42″ W                                                                                           | Kingston                                              | intaktes Hause im Italianate-Stil der 1860er Jahre |
| 140 | Snyder Estate Natural Cement Historic District               | Homes of Snyder family descendants                  | 9. Juni 1992         | NY 213, westlich außerhalb von Rosendale 41° 50′ 50″ N, 74° 5′ 44″ W                                                                  | Rosendale                                             | 275 Acre (rund 55 Hektar) großes Anwesen mit reichem Pflanzenbewuchs, Steinbrüchen und anderen Einrichtungen, die zur Produktion von Rosendale-Zement verwendet wurden; außerdem sind auf dem Grundstück Wohnhäuser der Familie Snyder vorhanden, die bis ins Jahr 1809 zurück entstanden.                                                                                       |
| 141 | Spring Glen Synagogue                                        |                                                     | 15. Jan. 1999        | Old NY 209 41° 39′ 59″ N, 74° 25′ 49″ W                                                                                               | Spring Glen                                           | Anfang des 20. Jahrhunderts gebaute Synagoge, die im Zuge der ersten Welle jüdischer Besiedlung der Catskills entstand |
| 142 | Stilwell Stone House                                         |                                                     | 12. Aug. 1999        | 189 Old Kings Highway 41° 48′ 40″ N, 74° 11′ 19″ W                                                                                    | Rochester                                             | |
| 143 | Stilwill-Westbrook Stone House                               |                                                     | 12. Aug. 1999        | 482 Old Kings Highway 41° 48′ 25″ N, 74° 11′ 43″ W                                                                                    | Rochester                                             | |
| 144 | Benjamin Ten Broeck House                                    |                                                     | 7. Dez. 2005         | 1019 Flatbush Rd. 41° 58′ 36,4″ N, 73° 58′ 15,4″ W                                                                                    | Kingston                                              | Das von den 1750er bis in die 1770er Jahre in drei Etappen gebaute Haus ist der einzige Rest des Ten-Broeck-Sitzes nördlich von Kingston |
| 145 | Jacob Ten Broeck Stone House                                 |                                                     | 15. Nov. 2002        | 169 Albany Ave. 41° 56′ 0″ N, 74° 0′ 34″ W                                                                                            | Kingston                                              | Das Steinhaus aus dem Jahr 1803 wurde später im 19. Jahrhundert erweitert und erneuert. |
| 146 | Terwilliger House                                            |                                                     | 26. Sep. 1983        | Hoagerburgh Rd. 41° 38′ 59″ N, 74° 12′ 19″ W                                                                                          | Shawangunk                                            | aus Stein im Federal Style anfangs des 19. Jahrhunderts gebautes Haus |
| 147 | Terwilliger-Smith Farm                                       |                                                     | 31. Dez. 2002        | 160 Cherrytown Rd. 41° 47′ 45″ N, 74° 19′ 5″ W                                                                                        | Rochester                                             | im Ulster County seltener Fall einer vollständig erhaltenen Farmstätte aus dem 19. und frühen 20. Jahrhundert |
| 148 | The Locusts                                                  |                                                     | 16. Dez. 1996        | 160 Plains Rd. 41° 43′ 46″ N, 74° 6′ 10″ W                                                                                            | New Paltz                                             | Das 1826 aus Backsteinen erbaute Farmhaus war das erste größere Haus, das im Gebiet von New Paltz aus diesem Material und nicht aus Stein gebaut wurde. Es reflektiert somit den Abschied vom Hausbau im belgischen und niederländischen Stil. |
| 149 | Trapps Mountain Hamlet Historic District                     |                                                     | 2. Nov. 2000         | abseits von NY 44/55 41° 44′ 0″ N, 74° 12′ 51″ W                                                                                      | Gardiner                                              | Reste einer Siedlung an der Shawangunk Ridge, die von 1797 bis in die 1940er Jahre bewohnt war |
| 150 | Trinity Episcopal Church Complex                             |                                                     | 6. Aug. 1998         | Jct. of Church St. and Barclay St. 42° 4′ 4″ N, 73° 56′ 55″ W                                                                         | Saugerties                                            | |
| 151 | Trumpbour Homestead Farm                                     |                                                     | 19. Sep. 1985        | 1789 Old Kings Hwy. 42° 8′ 23″ N, 73° 57′ 0″ W                                                                                        | Saugerties                                            | |
| 152 | Tuthilltown Gristmill                                        |                                                     | 14. Juni 1982        | Albany Post Rd. 41° 41′ 12″ N, 74° 10′ 32″ W                                                                                          | Gardiner                                              | Die bis zu Beginn des 21. Jahrhunderts genutzte Getreidemühle war die am längsten durchgehend betriebene Getreidemühle im Bundesstaat New York |
| 153 | Ulster Heights Synagogue                                     |                                                     | 19. Feb. 2001        | Ulster Heights Rd und Beaver Dam Rd. 41° 46′ 48″ N, 74° 31′ 4″ W                                                                      | Ulster Heights                                        | 1924 erbaute Synagoge, die von jüdischen Siedlern in den Catskills gebaut wurde; wird noch heute während der Yamim Noraim genutzt |
| 154 | Ulster House Hotel                                           |                                                     | 21. Nov. 2002        | Main St. an der Academy Rd. 42° 8′ 0″ N, 74° 28′ 54″ W                                                                                | Pine Hill                                             | 1882 erbautes Gebäude im Italianate-Stil; eines der wenigen noch existierenden Hotels in Holzständerbauweise aus der Hochzeit der Catskills als Urlaubsgebiet |
| 155 | US Post Office-Ellenville                                    |                                                     | 17. Nov. 1988        | Liberty Pl. 41° 43′ 4″ N, 74° 23′ 36″ W                                                                                               | Ellenville                                            | Präsident Franklin D. Roosevelt entschied persönlich über den Entwurf, nachdem Anwohner sich über einen geplanten Backsteinbau beklagt hatten |
| 156 | Benjamin Van Keuren House Ruin                               |                                                     | 22. Nov. 2000        | Off of Bruyn Turnpike 41° 38′ 39″ N, 74° 18′ 39″ W                                                                                    | Shawangunk                                            | Stätte des 1745 gebauten Hauses von Benjamin Van Keuren, einem frühen Bewohner und Veteran aus dem Unabhängigkeitskrieg, der vier Amtszeiten als Stadtdirektor absolvierte |
| 157 | Tobias Van Steenburgh House                                  |                                                     | 9. Dez. 1999         | 93 Wall St. 41° 55′ 37″ N, 74° 0′ 59″ W                                                                                               | Kingston                                              | Das um 1700 errichtete Steingebäude ist eines der wenigen Häuser Kingstons, das die Briten 1777 nicht niederbrannten. |
| 158 | Van Wagenen Stone House and Farm Complex                     |                                                     | 12. Aug. 1999        | 2732 Lucas Turnpike 41° 48′ 20″ N, 74° 10′ 56″ W                                                                                      | Rochester                                             | |
| 159 | Jacobus Van Wagenen Stone House                              |                                                     | 12. Aug. 1999        | 2659 Lucas Turnpike 41° 48′ 15″ N, 74° 10′ 39″ W                                                                                      | Rochester                                             | |
| 160 | Vosburg Turning Mill Complex                                 |                                                     | 10. Okt. 2002        | 52 Hutchin Hill Rd. 42° 4′ 13″ N, 74° 13′ 55″ W                                                                                       | Woodstock                                             | |
| 161 | West Strand Historic District                                |                                                     | 28. Juni 1974        | West Strand und Broadway 41° 55′ 4″ N, 73° 59′ 1″ W                                                                                   | Kingston                                              | |
| 162 | Dirck Westbrook Stone House                                  |                                                     | 10. Aug. 1995        | 18 Old Whitfield Rd. 41° 48′ 22″ N, 74° 13′ 17″ W                                                                                     | Rochester                                             | 1709 erbautes Steinhaus, das inzwischen rückwärtiger Flügel einer zu Beginn des 19. Jahrhunderts entstandenen klassizistischen Vorderfassade ist |
| 163 | Winfield Corners Stone House                                 |                                                     | 12. Aug. 1999        | Winfield Rd. 41° 49′ 20″ N, 74° 11′ 43″ W                                                                                             | Rochester                                             | |
| 164 | Wynkoop House                                                |                                                     | 7. Sep. 1984         | NY 32 42° 5′ 16″ N, 73° 58′ 29″ W | Saugerties                                            | intaktes in den 1730er Jahren im niederländischen Stil gebautes Steingebäude |
| 165 | Cornelius Wynkoop Stone House                                |                                                     | 23. Feb. 1996        | US 209 41° 50′ 51″ N, 74° 8′ 33″ W | Marbletown                                            | In diesem in den 1770er Jahren gebauten Steinhaus im georgianischen Stil übernachtete einst George Washington. |
| 166 | Moses Yeomans House                                          |                                                     | 20. Feb. 2009        | 252-278 Delaware Ave. 41° 55′ 41,1″ N, 73° 58′ 23,4″ W                                                                                | Kingston                                              | Neuer Eintrag Ref.-Nummer 09000041 |
| 167 | Anthony Yelverton House                                      |                                                     | 22. Sep. 1983        | 39 Maple Ave. 41° 43′ 1″ N, 73° 57′ 5″ W                                                                                              | Highland                                              | |